# Орчерд (Небраска)
Орчерд (англ. Orchard) — селище (англ. village) в США, в окрузі Антелоуп штату Небраска. Населення — 363 особи (2020).

## Географія
Орчерд розташований за координатами 42°20′13″ пн. ш. 98°14′28″ зх. д. / 42.33694° пн. ш. 98.24111° зх. д. (42.336843, -98.241070).  За даними Бюро перепису населення США в 2010 році селище мало площу 1,16 км², уся площа — суходіл.

## Демографія
Згідно з переписом 2010 року, у селищі мешкало 379 осіб у 176 домогосподарствах у складі 111 родини. Густота населення становила 326 осіб/км².  Було 214 помешкання (184/км²).
Расовий склад населення:
| - 98,2 % — білих - 1,1 % — осіб інших рас |

До двох чи більше рас належало 0,8 %. Частка іспаномовних становила 2,4 % від усіх жителів.
За віковим діапазоном населення розподілялося таким чином: 20,3 % — особи молодші 18 років, 54,9 % — особи у віці 18—64 років, 24,8 % — особи у віці 65 років та старші. Медіана віку мешканця становила 48,3 року. На 100 осіб жіночої статі у селищі припадало 102,7 чоловіків;  на 100 жінок у віці від 18 років та старших — 94,8 чоловіків також старших 18 років.
Середній дохід на одне домашнє господарство  становив 45 690 доларів США (медіана — 40 000), а середній дохід на одну сім'ю — 49 759 доларів (медіана — 41 944). Медіана доходів становила 31 136 доларів для чоловіків та 20 313 долари для жінок. За межею бідності перебувало 18,7 % осіб, у тому числі 27,2 % дітей у віці до 18 років та 2,8 % осіб у віці 65 років та старших.
Цивільне працевлаштоване населення становило 220 осіб. Основні галузі зайнятості: сільське господарство, лісництво, риболовля — 26,4 %, освіта, охорона здоров'я та соціальна допомога — 22,3 %, роздрібна торгівля — 10,9 %, будівництво — 6,8 %.